# Liste der Beiträge für den besten fremdsprachigen Film für die Oscarverleihung 1968
Dies ist eine „Liste der Beiträge für die für den besten fremdsprachigen Film“ bei der 40. Oscar-Verleihung 1968. Diese Kategorie wurde 1956 von der Academy of Motion Picture Arts and Sciences ins Leben gerufen, um nicht-englischsprachige Filme zu würdigen, die außerhalb der Vereinigten Staaten produziert wurden.
Der Preis wird jährlich vergeben und durch den jeweiligen Regisseur entgegengenommen, obwohl es sich um eine Auszeichnung für das einreichende Land handelt. Die Länder werden von der Akademie aufgefordert ihren besten Film einzureichen, wobei nur ein Film für jedes Land als Vorschlag akzeptiert wird. 
Insgesamt 16 Filme wurde in der Kategorie vorgeschlagen. Belgien und Peru reichten zum ersten Mal einen Vorschlag ein.
Die Nominierungen erreichten Frankreich, Japan, Jugoslawien, Spanien und die Tschechoslowakei als späterer Gewinner mit dem Film Liebe nach Fahrplan, einer ironischen Komödie über einen jungen Mann, der während der von den Nazis besetzten Tschechoslowakei auf einem Dorfbahnhof arbeitet.

## Beiträge
| Land             | Deutscher Verleihtitel             | Sprache(n)                    | Originaltitel                | Regisseur(e)            | Ergebnis        |
| ---------------- | ---------------------------------- | ----------------------------- | ---------------------------- | ----------------------- | --------------- |
| Belgien          | Der Start                          | Französisch                   | Le départ                    | Jerzy Skolimowski       | Nicht Nominiert |
| Brasilien        | Case of the Naves Brothers         | Brasilianisches Portugiesisch | O Caso dos Irmãos Naves      | Luis Sérgio Person      | Nicht Nominiert |
| Dänemark         | Es war einmal ein Krieg            | Dänisch                       | Der var engang en krig       | Palle Kjærulff-Schmidt  | Nicht Nominiert |
| BR Deutschland   | Tätowierung                        | Deutsch                       |                              | Johannes Schaaf         | Nicht Nominiert |
| Frankreich       | Lebe das Leben                     | Französisch                   | Vivre pour vivre             | Claude Lelouch          | Nominiert       |
| Indien           | Aakhri Khat (The Last Letter)      | Hindi                         | आख़िरी खत                       | Chetan Anand            | Nicht Nominiert |
| Italien          | China ist nahe                     | Italienisch                   | La Cina è vicina             | Marco Bellocchio        | Nicht Nominiert |
| Japan            | Portrait of Chieko                 | Japanisch                     | 智恵子抄 Chieko-sho          | Noboru Nakamura         | Nominiert       |
| Jugoslawien      | Ich traf sogar glückliche Zigeuner | Serbokroatisch, Rumänisch     | Skupljači perja              | Aleksandar Petrović     | Nominiert       |
| Mexiko           | The Adolescents                    | Spanisch                      | Los adolescentes             | Abel Salazar            | Nicht Nominiert |
| Peru             | No Stars in the Jungle             | Spanisch                      | En la selva no hay estrellas | Armando Robles Godoy    | Nicht Nominiert |
| Philippinen      | Because of a Flower                | Tagalog                       | Dahil sa isang bulaklak      | Luis Nepomuceno         | Nicht Nominiert |
| Spanien          | Bewitched Love                     | Spanisch                      | El amor brujo                | Francisco Rovira Beleta | Nominiert       |
| Schweden         | Hier hast du dein Leben            | Schwedisch                    | Här har du ditt liv          | Jan Troell              | Nicht Nominiert |
| Tschechoslowakei | Liebe nach Fahrplan                | Tschechisch, Deutsch          | Ostře sledované vlaky        | Jiří Menzel             | Gewonnen        |
| Ungarn           | Vater                              | Ungarisch                     | Apa                          | István Szabó            | Nicht Nominiert |